# Lestodiplosis spiraeafolia
Lestodiplosis spiraeafolia är en tvåvingeart som beskrevs av Ephraim Porter Felt 1908. Lestodiplosis spiraeafolia ingår i släktet Lestodiplosis och familjen gallmyggor.
Artens utbredningsområde är New York. Inga underarter finns listade i Catalogue of Life.